# Nazionale maschile under 21 di calcio della Lettonia
La nazionale di calcio lettone Under-21 è la rappresentativa calcistica Under-21 della Lettonia ed è posta sotto l'egida della LFF. La squadra partecipa al campionato europeo di categoria che si tiene ogni due anni.

## Partecipazioni ai tornei internazionali

### Europeo U-21
Dal 1940 al 1991 la Lettonia non aveva una propria nazionale in quanto lo stato lettone era inglobato nell'Unione Sovietica. Esisteva, quindi, un'unica nazionale che rappresentava tutta l'Unione Sovietica.
- 1996: Non qualificata
- 1998: Non qualificata
- 2000: Non qualificata
- 2002: Non qualificata
- 2004: Non qualificata
- 2006: Non qualificata
- 2007: Non qualificata
- 2009: Non qualificata
- 2011: Non qualificata
- 2013: Non qualificata
- 2015: Non qualificata
- 2017: Non qualificata
- 2019: Non qualificata

## Commissari tecnici
Elenco dal 1992:
- Aleksandrs Starkovs (1992-1994)
- Jurijs Andrejevs (1994-2000)
- Genadijs Sitiks (2006-2009)
- Mihails Zemlinskis (2009-2011)
- Anton Joore (2011-2012)
- Marians Pahars (2013)
- Dainis Kazakevics (2013-2020)
- Aleksandrs Basovs (2020-)